# Beckholmen
Beckholmen (sueco: "islote Pitch") es una pequeña isla en el centro de Estocolmo, en el país europeo de Suecia.
Beckholmen es considerado como un monumento histórico de interés nacional, y, por su ubicación justo al sur de Djurgården en la vecindad de otras localidades similares, incluyendo Skeppsholmen, Kastellholmen, Djurgårdsvarvet y Blasieholmen también forma parte de Ekoparken, el parque nacional de la Ciudad, y de Stockholms Sjögård (literalmente, "Casa de Mar de Estocolmo"), un área de la bahía de Estocolmo que contiene entornos marítimos de interés histórico.